# Бодеграј
Бодеграј (до 1991. Бодеграји) је насељено мјесто у Западној Славонији. Припада општини Окучани, у Бродско-посавској жупанији, Република Хрватска.

## Географија
Бодеграј се налази 1,5 км западно од Окучана.

## Историја
У месној православној цркви до лета 1858. године завршили су успешно свој посао, академски иконорезац (билдхауер) Адолф Нађ и академски живописац Павел Чортановић. Ктитори те нове славонске цркве били су Лука Поповић и Јован Миликшић. Било је то за време протопрезвитера поп Јована Милановића, капелана Максима Милановића и учитеља Ђорђа Јагличића. Православни храм у Бодегају су запалиле хрватске усташе децембра 1941. године.
Теодор Живковић родом из Бодеграја, био је учитељ у кнежевини Србији, у Чачку 14 година, до 1841. године. Из Бодеграја потиче (рођ. 1864) др Никола Огорелица судија, промовисан за доктора права у Грацу.
Пописано је у Бодеграју 1865. године 737 становника. По црквеном попису ту је 700 душа у православној парохији шестог платног разреда.
Насеље се 1885. године налазило у Ново-градишком изборном срезу за црквено-народни сабор у Карловцима. Ту је пописано тада 800 православних Срба.
У месној основној школи тражен је 1885. године учитељ који има обавезу да поји у цркви. Постављен је ту 1884. године за учитеља Гавро Кокотовић.
Један претплатник из места је (1839) узимао Павловићев "Српски народни лист". Вукову књигу српских народних приповедака наручио је 1870. године парох, поп Максим Милановић. Поп Макса је парох 1902. године са преко 40 година службе.
Бодеграј се од распада Југославије до маја 1995. године налазио у Републици Српској Крајини. До територијалне реорганизације насеље се налазило у саставу бивше општине Нова Градишка.

## Становништво
Према попису становништва из 2011. године, насеље Бодеграј је имало 392 становника.
| Националност       | 2001. | 1991. | 1981. | 1971. | 1961. |
| Срби               | 94    | 516   | 510   | 628   | 671   |
| Хрвати             | 395   | 17    | 15    | 38    | 39    |
| Југословени        | —     | 13    | 50    | 39    |       |
| остали и непознато | 17    | 16    |       | 17    | 3     |
| Укупно             | 506   | 562   | 575   | 722   | 713   |

| Демографија | Демографија | Демографија |
| Година      | Становника  | Становника  |
| ----------- | ----------- | ----------- |
| 1961.       | 713         |             |
| 1971.       | 722         |             |
| 1981.       | 575         |             |
| 1991.       | 562         |             |
| 2001.       | 506         |             |
| 2011.       |             | 392         |

## Попис 1991.
На попису становништва 1991. године, насељено место Бодеграј је имало 562 становника, следећег националног састава:
| Попис 1991.‍  | Попис 1991.‍  | Попис 1991.‍ | Попис 1991.‍ | Попис 1991.‍ |
| ------------ | ------------ | ----------- | ----------- | ----------- |
|              |              |             |             |             |
| Срби         | Срби         |             | 516         | 91,81%      |
| Хрвати       | Хрвати       |             | 17          | 3,02%       |
| Југословени  | Југословени  |             | 13          | 2,31%       |
| неопредељени | неопредељени |             | 10          | 1,77%       |
| непознато    | непознато    |             | 6           | 1,06%       |
| укупно: 562  |              |             |             |             |

## Познате личности
- Рада Саратлић, новинар